# Игуманија Христина (Обрадовић)
Христина (световно Велика Обрадовић; Седлари код Требиња, 20. децембар 1931) православна је монахиња и игуманија Манастира Љубостиње.

## Биографија
Игуманија Христина (Обрадовић) рођена је 20. децембара 1931. године у Седлари код Требиња, од побожних родитеља Душана и Јање, на крштењу добила је име Велика. Одрасла је васпитана у честитој и побожној херцеговачкој породици, она се угладала на свог старијег брата Милорада, који је дошао у Манастир Жичу у јесен 1939. године, а замонашио се у Овчару, у Манастиру Свете Тројице 1945. године, са монашким именом Христифор, па се одлучила и она те дошла у манастир да посвети свој живот Богу.
Ступа у Манастир Свете Тројице код Овчара, да посети брата, Велика уз братовљеву помоћ долази у Манастир Јовање 1944. године. Ту, у Јовању, она као искушеница остаје до 1947. године, као примерна сестра на свом послушању. Тада прелази из Јовања у Манастир Љубостињу код игуманије Варваре (Миленовић), и укључује се у живот и послушаније тога манастира. Као економка вози кола и обавља многе манастирске послове и дужности. Замонашена је у Љубостињи, 1951. године од тадашњег епископа шумадијскога господина Валеријана (Стефановића), добивши име Христина.
После смрти старешине манастира игуманије Варваре (Миленовић) 21. маја 1995. године. Одлуком епископа шумадијскога господина Саве (Вуковића), и сестринства изабрана је за трећу игуманију Манастира Љубостиње, где је на челу већ  29. година.